# Кларк-Форк (річка)

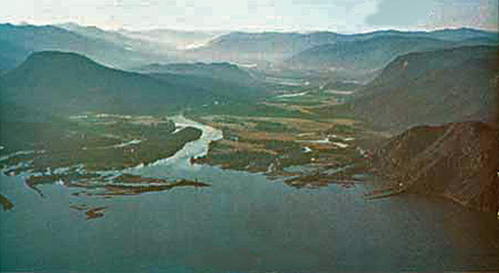
Гирло річки Кларк-Форк на озері Пенд-Орей у північній частині штату Айдахо, США

Кларк-Форк (англ. Clark Fork) — найбільша річка на заході штату Монтана і на півночі штату Айдахо (США). Довжина становить приблизно 499 км; площа басейну — 59 324 км², що займає обширний регіон Скелястих гір у західній Монтані та Північному Айдахо в басейні річки Колумбія. Впадає до озера Пенд-Орей у північному Айдахо. З озера витікає річка Пенд-Орей, яку іноді вважають долішньою частиною Кларк-Форк. Загальна довжина водотоку, разом з річкою Пенд-Орей, становить близько 771 км, загальна площа басейну — 66 870 км².

## Історія
Приблизно 20 000 років тому, під час льодовикового періоду, долина річки простягалася вздовж Кордильєрського льодовикового щита, який покривав західну частину Північної Америки. При русі льодовика на річці Кларк-Фок утворилася природна льодовикова гребля заввишки 610 м, яка створила льодовикове озеро Міссула, що затопило долину центральної частини штату Монтана приблизно на 320 км. Періодичні руйнування і відновлювання льодовикової греблі були причиною катастрофічних Міссульських повеней наприкінці останнього льодовикового періоду, які сформували ряд географічних особливостей східної частини штату Вашингтон і долини Вілламет у штаті Орегон.

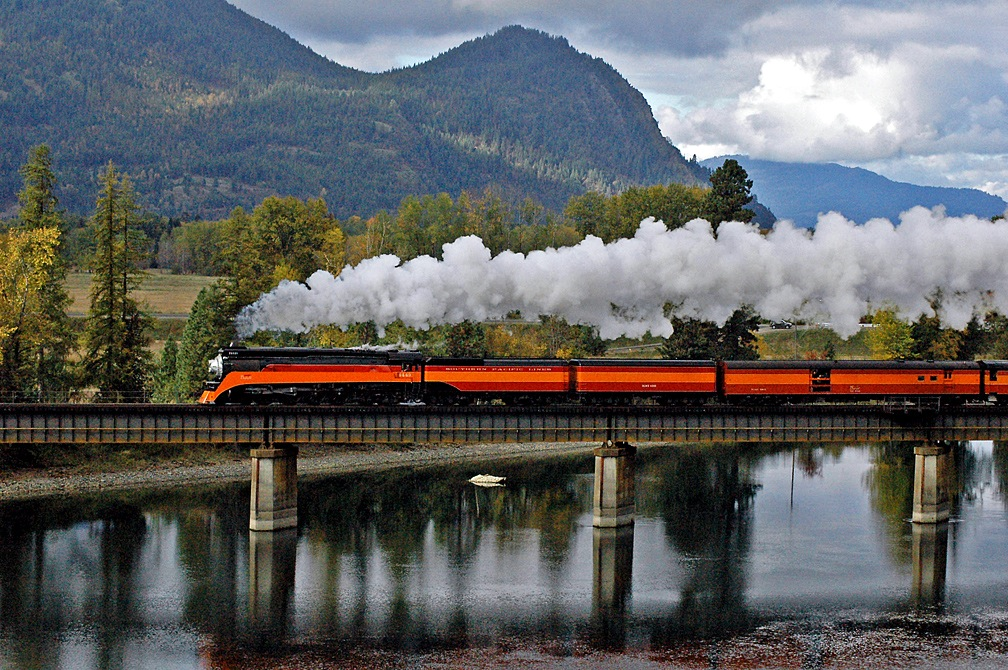
Екскурсійний поїзд переїжджає через річку Кларк-Форк на південь від озера Пенд-Орей в Айдахо, на шляху до Монтани. 2004

Річка названа на честь американського мандрівника Вільяма Кларка (1770—1838) у 1806 році на зворотному шляху від Тихого океану експедиції Льюїса і Кларка. Тоді тут проживали корінні індіанці племен салішів.